# Pete Wilder
Dr. Pete Wilder é um personagem de Private Practice, spin-off de Grey's Anatomy. Ele é interpretado pelo ator Tim Daly. A primeira aparição do Dr. Pete Wilder foi no episódio prolongado de Grey's Anatomy, The Other Side of This Life.

## O personagem
Pete trabalha no Oceanside Wellness Center, como um médico naturopata e fitoterapeuta licenciado. Se formou numa tradicional escola de medicina ocidental por vários anos, antes de passar cinco anos estudando medicina alternativa na China. É frequentemente solicitado para fornecer planos de parto à todas as grávidas holísticas.
Durante a primeira visita da Dra. Addison Forbes Montgomery no Oceanside Wellness, Pete e Addison estabeleceram muitas vezes, relações de paquera. Addison inicialmente chamou Pete de "charlatão", mas ela permite que o "menino bonito hippy" trate ela na acupuntura. Apesar de Pete atrair Addison, ele promete à seu amigo em comum, o Dr. Sam Bennett, que ele vai ficar longe dela. No entanto, depois de encontrar Addison chorando por ter descobrido que não podia ter filhos porque era infértil, Pete a beija para provar que ela não é "seca". Addison parece aberta a buscar uma relação com Pete, mas é advertida por Sam. De acordo com Sam, Pete é monogamista, incapaz de se conectar emocionalmente com qualquer mulher desde a morte de sua esposa. 
O relacionamento de Pete com sua esposa era um pouco misterioso e ele parecia relutante em discutir o seu casamento. Durante uma visita a seu túmulo no aniversário da sua morte, descobrimos que Anna Wilder morreu em 2001, aos 40 anos de idade. (Em "The Other Side of This Life", Sam disse que a esposa de Pete tinha morrido oito anos antes. No entanto, em uma entrevista posterior, Tim Daly, disse que há uma certa confusão em relação à morte de Anna até que foi decidido que sua morte já tinha ocorrido há seis anos antes). Em uma discussão a respeito de um paciente, Pete diz para os outros médicos que ele viveu um casamento infeliz porque sua esposa estava doente e que eles eram incapazes de fazer o casamento funcionar. Pete revelou à Addison que ele foi para a cama com sua esposa em uma noite de terça-feira e quando acordou na manhã de quarta, ela estava morta. Ele afirma ainda que nenhuma noite foi perfeita durante o casamento, nem mesmo a sua noite de núpcias. Durante uma segunda visita ao túmulo de sua esposa, Pete solta a sua raiva reprimida na lápide de sua esposa. Depois de afirmar que Anna era "uma vagabunda" e que ele a odiava, Pete amacia e pede desculpas por não poder salvá-la. Depois, revela a Violet que no momento da morte de Anna, eles tinham tentado conceber uma criança.
Na segunda temporada, uma mulher misteriosa do passado de Pete aparece na clínica e revela fatos surpreendentes sobre seu passado. Meg Porter (interpretada por Jayne Brook) é uma médica e ex-namorada de Pete. Eles se conheceram quando ambos eram residentes. Mais tarde, Pete diz a Meg, que tem o hábito de fumar, que sua esposa era uma fumante e ele não iria abandonar o hábito antes de morrer. Apesar de seu novo relacionamento, Meg decide voltar para Gana, onde trabalha no programa de combate à malária, mas Pete pediu-lhe para voltar para ele, porque ela o fazia feliz. Apesar de Meg ter voltado para Los Angeles e fazer com que Pete parasse de fumar, o relacionamento não deu certo. Meg não tinha certeza queria viver em LA e Pete admitiu que desde o seu casamento infeliz, não confia mais mulheres. Definitivamente, o relacionamento teve fim quando Meg flagrou Pete com Violet.
A relação com Violet começou com apenas sexo, mas mais tarde Pete percebeu que queria mais. Quando ele perguntou a Violet se pudessem passar para o nível seguinte e começar um relacionamento real, ela recusou, dizendo que não confiava nele por causa de seu passado. Mas foi o comportamento de Violet, que realmente causou o fim de seu relacionamento, quando ela, secretamento, começou um namoro Sheldon, o terapeuta da clínica rival, The Pacific Wellcare. Pete terminou seu relacionamento por causa da infidelidade de Violet. Mais tarde, Violet revela para ambos, Pete e Sheldon, que está grávida e disposta a criar o filho, mas ignora quem é o pai. No final da temporada 2, Pete enfrenta Violet e diz que ele a ama e que os poderiam ter uma verdadeira família.  No final Violet é seqüestrada por sua paciente, Katie , que pensa que o bebê de Violeta é dela. O episódio termina com um cliffhanger.
A terceira temporada começa exatamente 20 minutos após o final da segunda temporada, quando Pete encontra Violet inconsciente no chão de sua casa, sangrando até a morte. Katie arrancara o bebê de Violet e fugiu com ele. Pete salva Violet e Naomi leva ela ao hospital, onde Addison e ela devem realizar uma cirurgia em Violet. Entretanto, Katie aparece no hospital com o bebê de Violet e é detida por Pete, Cooper e o segurança. Enquanto espera a cirurgia de Violet ser concluída, Pete pensa em sua primeira reunião. Eles se reuniram quatro dias após a morte da esposa de Pete, quando Sam e Naomi, amigos dele, acabam de abrir seu consultório particular. Pete no início relutou em conversar com Violet, mas finalmente ele se abriu para ela e admitiu que odiava a esposa e que discutia com ela o tempo todo, até na noite em que ela morreu. Na manhã seguinte, ele ainda estava gritando com ela e poucos minutos depois, percebeu que ela não estava respondendo, porque estava morta. Pete admitiu que ficou aliviado após a morte da mulher e se sentiu livre. Pete, era proprietário de uma clínica de doenças infecciosas, em Beverly Hills e decidiu mudar o seu trabalho, e começou a trabalhar na Oceanside Wellness Center como um especialista em medicina alternativa, onde ele ainda trabalha oito anos depois.
Um mês após a estreia da terceira temporada, Violeta ainda estava na recuperação e superação de seu trauma. Pete começa a viver com ela e toma conta dela e do bebê Lucas. Violet em sua casa, tem ataques de pânico toda vez que a campainha toca. Depois de obter conselhos de Sheldon, Pete decide se mudar, para ajudar Violet a recuperar-se . Violeta percebe que, após os dramáticos acontecimentos de sua vida, ela não consegue vínculo com seu bebê e dá Lucas a Pete, pedindo-lhe para cuidar do bebê. Semanas mais tarde, Sheldon pede um teste de paternidade e é revelado que Pete é o pai biológico. Ele continua a ser um pai solteiro e cuida de Lucas esperando que algum dia Violeta vai voltar para ele e será capaz de se relacionar com seus filhos. Para dar mais espaço e tempo para Violet se recuperar Pete decidiu abandonar seu emprego no Oceanside Wellness e aceitar a oferta de Naomi para trabalhar no Pacífico Wellcare.